# Hugo Camps
Hugo Camps (ur. 12 maja 1943 w Diest, zm. 29 października 2022 w Knokke) – belgijski dziennikarz, zajmujący się najczęściej tematyką sportową, publicysta i pisarz.

## Biografia
Hugo Camps urodził się w 1943 roku w belgijskim mieście Diest. Publikował zarówno w belgijskich, jak i holenderskich magazynach oraz napisał kilka książek, w szczególności o piłce nożnej i kolarstwie. Pracował przez ponad trzydzieści pięć lat dla Elsevier Weekblad, dla którego pisał cotygodniowy wywiad i kolumnę o sporcie aż do swojej śmierci.
Hugo Camps zmarł w Knokke 29 października 2022 roku, w wieku 79 lat.

## Nagrody i wyróżnienia
- 1988 – Kawaler Orderu Leopolda II.
- 2007 – Brązowy Medal Funduszu Lucas-Ooms.
- 2 marca 2016 – Kawaler Orderu Oranje-Nassau. Było to podczas świętowania 30. rocznicy z Elsevier Weekblad. Tego dnia w obecności m.in. byłego premiera Belgii Guya Verhofstadta odznaczenie to wręczył mu ambasador Holandii w Belgii Maryem van den Heuvel podczas obiadu w jej rezydencji w Brukseli[3].